# Peter D. Sieruta
Peter D. Sieruta (13 de octubre de 1958-25 de mayo de 2012) fue un escritor y crítico literario de Estados Unidos. Fue conocido por sus reseñas para The Horn Book Magazine, su colección de cuentos Heartbeats and Other Stories y su blog, Collecting Children's Literature. También ha trabajado en la biblioteca de la Universidad Estatal Wayne.

## Biografía
Sieruta comenzó a hacerse conocido por publicar Heartbeats and Other Stories, una colección de nueve cuentos para adultos jóvenes, que recibió comentarios positivos de School Library Journal y Publishers Weekly. Luego de esto, Sieruta se dedicó a la crítica literaria y a escribir reseñas. A principios de la década de 1990, estuvo entre los principales reseñadores de The Horn Book Guide y fue un contribuyente habitual de The Horn Book Magazine desde aquel entonces hasta su fallecimiento. Como ávido coleccionista de libros infantiles, también tuvo un blog, Collecting Children's Books, desde 2007. Sobre dicho blog, el sitio de Book Beat afirmó que «desde el comienzo se convirtió en un recurso extraordinario para escritores, lectores, coleccionistas y fanáticos de los libros infantiles».
En el momento de su muerte, Sieruta había casi finalizado el manuscrito para otro libro, Wild Things!: Acts of Mischief in Children's Books, coescrito junto a Betsie Bird y Julie Danielson. El libro se publicó a través de Candlewick Press en 2014. Falleció en 2012 por las complicaciones posteriores de una caída que había sufrido unos días antes.

## Obras
- Heartbeats and Other Stories (1989)
- Wild Things!: Acts of Mischief in Children's Literature (2014, con Betsy Bird y Julie Danielson)